# Шамкирский городской стадион
Шамкирский городской стадион (азерб. Şəmkir şəhər stadionu) — главный стадион города Шамкир, открытый в 1953 году. Является домашней ареной футбольного клуба Первого Дивизиона чемпионата Азербайджана — ФК «Шамкир». Данный момент директор стадион является Илгар Валиевич Мамедов

## История
Шамкирский городской стадион был построен в советский период специально для занятий спортом и проведения свободного досуга друдящихся шамкирского совхоза «имени Клары Цеткин» и членов их семей и находился на балансе данного колхоза. Первоначально стадион был расположен в центре города с прилегающим к нему большим земельным участком. Однако в дальнейшем, по мере возрастания города, стадион оказался прямо в его центре, что создавало некоторые трудности во время проведения футбольных матчей.
Стадион, вмещавший 11.500 зрителей, стал домашней ареной для одного из самых титулованных клубов Азербайджана — ФК «Шамкир», созданного в 1954 году и трижды в 2000, 2001 и 2002 годах становившегося чемпионом Республики, дважды — в 1999 и 2004 годах — серебряным, а в 1998 году бронзовым призером чемпионата Азербайджана.
В настоящий момент, пришедший в запустение стадион находится в плачевном состоянии, в результате чего клуб «Шамкир» проводит свои домашние игры на стадионе шамкирского олимпийского спортивного комплекса.

## Адрес
Стадион расположен в Шамкире, по адресу: улица Мешади Азизбекова, AZ5700.